# Roton
Roton es un sello discográfico rumano fundado en 1994. La compañía cuenta con alrededor de 100 empleados y tiene su sede en Bucarest, aunque también cuenta con subsedes en Iaşi, Cluj y Timişoara. El volumen de negocio del sello en 2007 fue de 4 millones de euros.
Roton representa, principalmente, artistas rumanos de todo tipo de estilos musicales. Entre su catálogo de músicos se encuentra Inna, Antonia, Holograf, Iris, Bosquito, Akcent, Marius Nedelcu y Mihai Trăistariu.

## Subdivisiones
Roton Record Company está compuesta de cinco sellos:
- ROTON
- dance arena (música dance)
- NRG!A (música para jóvenes)
- R.U.L. (Roton Urban Label)
- TEZAUR (música rumana folclórica)